# الحبيبات الشمسية الفائقة

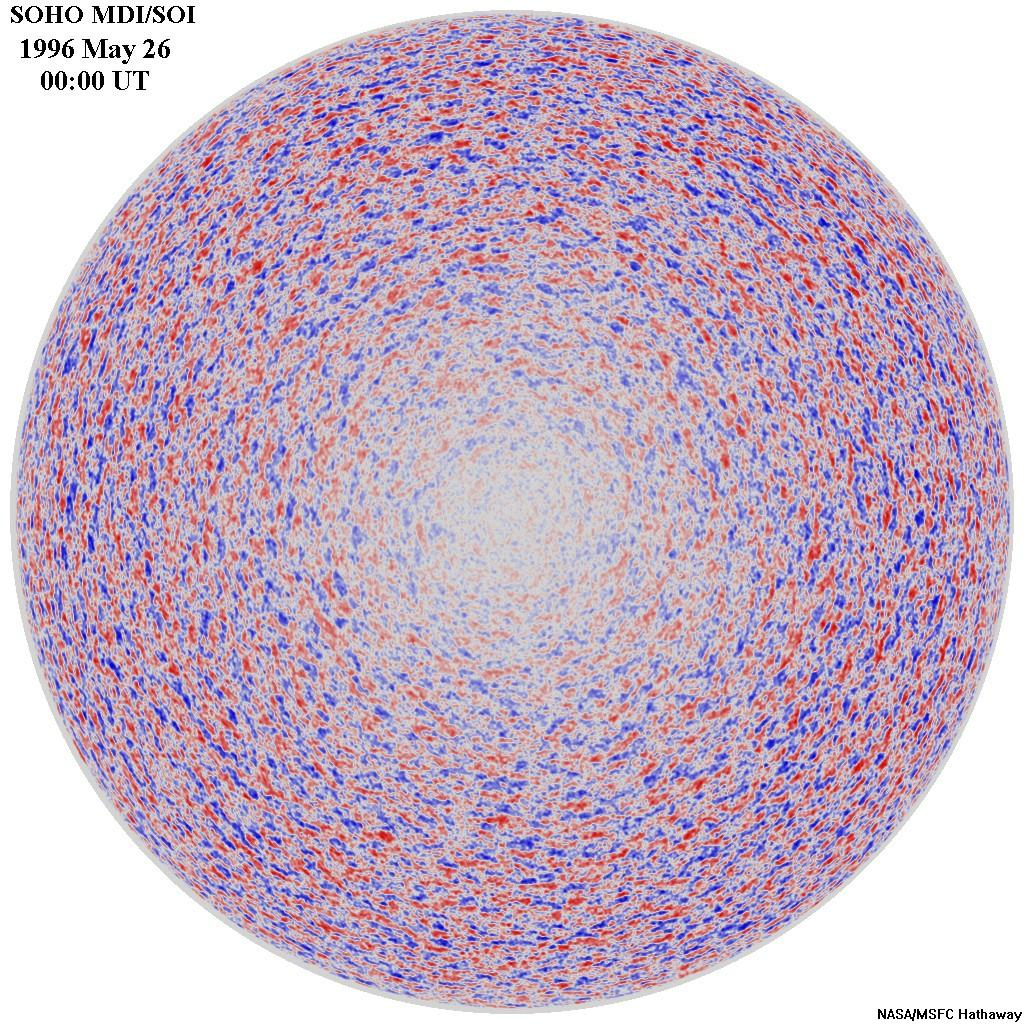
الحبيبات الفائقة في الكروموسفير للشمس

الحبيبات الشمسية الفائقة هو نمط معين من خلايا الحمل الحراري على سطح الشمس. اكتشف في سنة 1950 من قبل أجهزة تستعمل قياسات سرعة دوبلر والتي أظهرت تدفقات أفقية على الغلاف الضوئي (سرعة التدفق نحو 300 إلى 500 متر / ثانية). أظهرت أعمال لاحقة في سنة 1960 بأن القياس النموذجي للحبيبات الفائقة حوالي 30000 كم وعمرها حوالي 24 ساعة.
لم يعرف منشأ الحبيبات الفائقة. على الرغم من أن وجود هذه الحبيبات في الغلاف الضوئي الشمسي هو أمر موثوق جدا، لا يزال هناك الكثير من النقاش حول الطبيعة الحقيقية أو حتى وجود أنماط التحبيب العليا. بعض الباحثين يقترح وجود ثلاثة مستويات متميزة من الحبيبات : حبيبات شمسية (بأقطار نموذجية من 150-2500 كم)، حبيبات متوسطة (بأقطار 5000-10000 كم) والحبيبات الفائقة (أكثر من 20000 كم). تعتبر الحبيبات الشمسية بأنها تأخذ شكل هرمي بحيث تتجزأ الحبيبات الفائقة في اعلى طبقاتها إلى حبيبات متوسطة والتي بدورها تتقسم إلى حبيبات شمسية.

## روابط خارجية
- a SOHO/MDI Dopplergram showing supergranular speed pattern
- NASA: The Sun Does The Wave
- Information at Nature.com
- Michel Rieutord and François Rincon, "The Sun’s Supergranulation", Living Rev. Solar Phys. 7, (2010), 2. online article (cited on June 15, 2010).